# Катіта
Катіта (Bolborhynchus) — рід папуг родини папугових (Psittacidae).
Включає такі види:
- Катіта червонолобий (Bolborhynchus ferrugineifrons)
- Катіта панамський (Bolborhynchus lineola)
- Катіта андійський (Bolborhynchus orbygnesius)